# Rangoon Moon
«Rangoon Moon» es una canción compuesta e interpretada por el dúo suizo Double, publicada originalmente en 1984 como un sencillo independiente y reeditada en 1985 para el álbum de estudio Blue.

## Contenido
La canción se editó por primera vez junto con «Woman of the World» (segundo sencillo oficial grupo) en 1984 y se lanzó únicamente en Alemania y Francia bajo las compañías Metronome y Polydor. Un año más tarde se volvió a grabar, con diferentes arreglos y un tempo un poco más rápido que la original. Esta versión fue incluida en el segundo trabajo del dúo Blue y su duración cuenta con cuatro minutos. Existe una versión extendida de «Rangoon Moon» llamada Special Long Version la cual cuenta con casi cinco minutos de duración. El vídeo que se grabó para la canción fue producido por los mismos miembros del grupo.
En el año 2006, «Rangoon Moon» fue reeditada por segunda vez con un tono más jazz y se publicó para el álbum de remezclas Kurt Maloo vs. Double: Loopy Avenue. El 15 de mayo de 2015 la compañía de la banda Doublecity remasterizó y relanzó la primera versión de la canción en formato digital.

## Lista de canciones
Sencillo original de 1984 (siete pulgadas) 
1. «Rangoon Moon» – 3:53
2. «It» – 3:21

Sencillo original de 1984 (doce pulgadas)  
1. «Rangoon Moon» (Special Long Version) – 4:57
2. «It» – 3:21